# Caffè sospeso

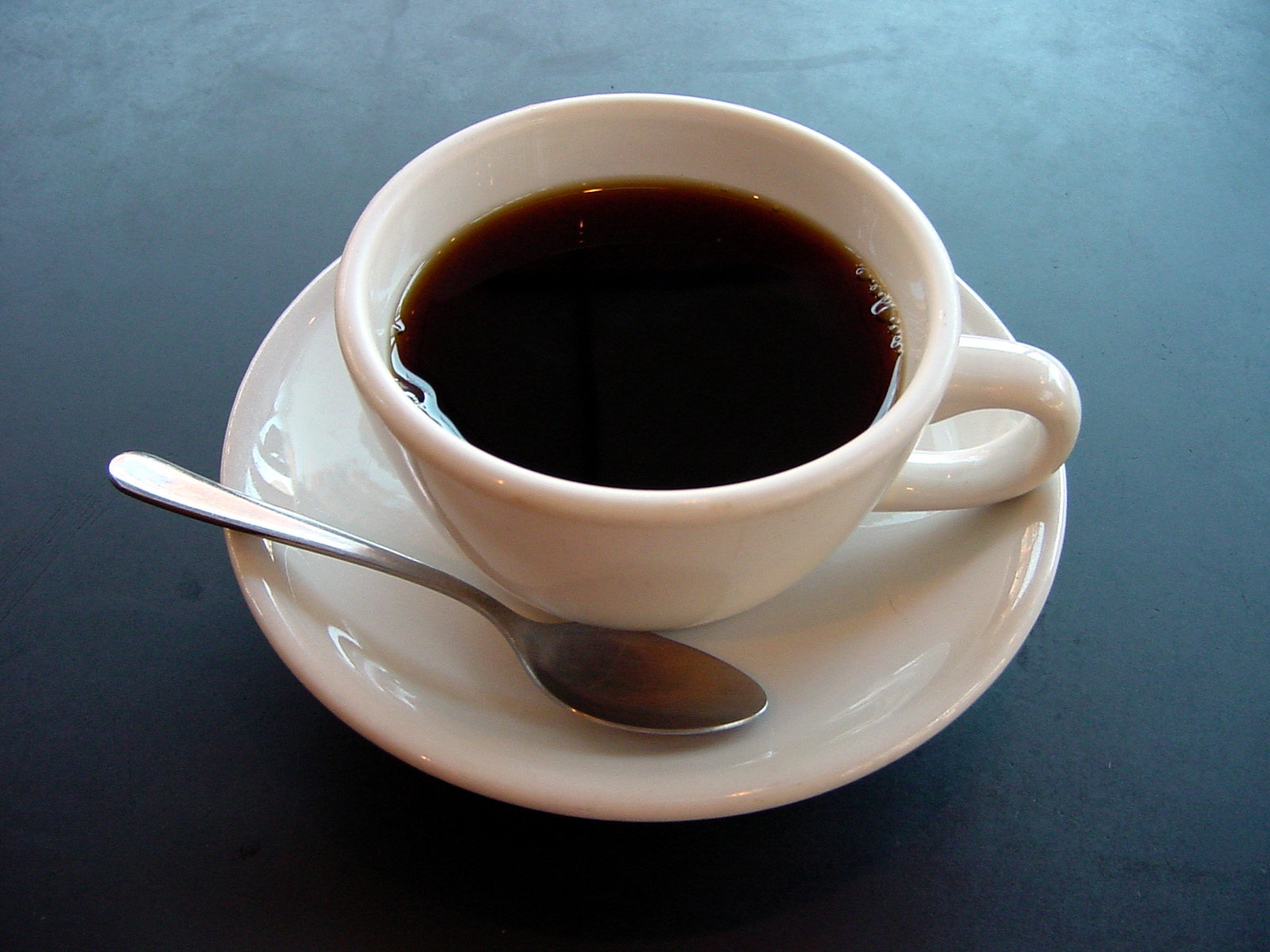
Una tazza di caffè

Il caffè sospeso (in napoletano 'o cafè suspiso) è un'abitudine filantropica e solidale, un tempo viva nella tradizione sociale della città italiana di Napoli. Viene posto in essere dagli avventori dei bar del capoluogo campano mediante il dono della consumazione di una tazzina di caffè espresso a beneficio di uno sconosciuto.

## La tradizione
Quando un cliente ordina un caffè sospeso, paga due caffè ma ne riceve e consuma uno solo. Un altro cliente, in seguito, può chiedere se è disponibile un caffè sospeso: in caso affermativo, riceve la consumazione di una tazzina di caffè gratuitamente, come se gli fosse stata offerta dal primo cliente. Questa tradizione è stata un'usanza viva nella società napoletana per diversi anni, ma poi ha conosciuto un declino tanto che nel 2013 secondo un'inchiesta giornalistica era di fatto non più praticata.

## Origine
Secondo lo scrittore Riccardo Pazzaglia, la tradizione avrebbe origine dalle dispute che sorgevano al momento di pagare il caffè tra gruppi, amici o conoscenti incontrati al bar: poteva succedere, allora, che nell'incertezza tra chi aveva consumato e chi riteneva di dover pagare per gli altri, si finisse per pagare un caffè che non era stato consumato. In tal caso, non si chiedeva indietro il credito che ne scaturiva, ma si lasciava valida l'offerta a beneficio di uno sconosciuto. Questa usanza faceva parte di un repertorio di gesti coesivi e solidali che erano in uso nella società napoletana, tra cui il cosiddetto "acino di fuoco", un tizzone portato sulla paletta che, nei cortili napoletani, veniva offerto da chi aveva già acceso il focolare in ore più mattiniere, a beneficio degli altri coinquilini che potevano risparmiare il consumo dei fiammiferi.
Nel 2008, lo scrittore Luciano De Crescenzo ha raccolto ed elaborato una serie di articoli di giornali, considerazioni e aneddoti sul tema, intitolandoli Il caffè sospeso.
Il 10 dicembre 2011 la "Rete del Caffè Sospeso" ha istituito la "Giornata del Caffè Sospeso" con l'appoggio di diverse associazioni culturali.
Dal primo trimestre del 2012 l'organizzazione onlus 1 Caffè cerca di riproporre questa tradizione a scopo benefico e su base volontaria.
Caffè sospeso è il titolo di un film documentario del 2017 che è stato girato in Argentina, Italia e Stati Uniti, e che prende le mosse proprio da questa tradizione.

## Nel resto del mondo
La pratica del caffè sospeso è stata sperimentata anche in alcuni bar di Bulgaria, Irlanda, Newcastle, Spagna, Canada, Francia, Belgio, Grecia, Argentina, Finlandia e Russia così come negli Stati Uniti. In Argentina l'abitudine ha assunto caratteristiche specifiche delle tradizioni alimentari di quel paese, divenendo empanada pendiente.